# بيت القاسي (مدينة حجة)

تعديل مصدري - تعديل

بيت القاسي هي إحدى قرى عزلة حملان بمديرية مدينة حجة التابعة لمحافظة حجة، بلغ تعداد سكانها 149 نسمة حسب تعداد اليمن لعام 2004.